# Сельский, Юлиан
Юлиан Сельский (псевдоним — Юлиан Семигиновский) (1849 — 1926) — западноукраинский юрист, судебный адвокат, переводчик, публицист. Советник Краевого суда во Львове.
В 1885 вместе с В. Левицким издал «Русский правотар домовой», первый популярный юридический справочник для населения, написанный украинским «чистым народным языком».
Переводил с польского (в частности, «Quo vadis» Генрика Сенкевича,  русского и западноевропейских языков.
Отец Романа Сельского, живописца, профессора, народного художника Украины.